# Ayumu Imazu
Ayumu Imazu（アユム イマヅ、2000年5月12日 - ）は、日本の男性シンガーソングライター。A-Sketch所属。大阪府出身。

## 人物
2021年2月に『スッキリ』（日本テレビ）「BUZZ-P」でZ世代のネクストブレイクアーティストとして紹介された。
2021年8月13日にメジャーデビュー。

## 来歴
2006年
- 6歳からダンスを始める[1]。

2014年
- LDHとavexによる共同プロジェクト「GLOBAL JAPAN CHALLENGE」（PROJECT TARO）に合格したことをきっかけに、ニューヨークに留学。

2018年
- 「PROJECT TARO」が終了し、Ayumu Imazuとしてソロの活動を開始。2018年「AYUMU IMAZU LIVE PERFORMANCE」を開催（2018年12月29日、大阪 アメリカ村DROP／2019年1月11日、東京 初台DOORS）。

2019年
- 「AYUMU IMAZU LIVE 2019」を開催（2019年10月5日、大阪 Live House ANIMA／2020年1月22日、東京 Shibuya WWW - 振替公演（台風19号の接近に伴い、2019年10月12日の東京公演が中止、振替となる）。
- 10月、初のオリジナル楽曲MV「PARADISE」を公開。

2020年
- 2月19日、1st EP「Epiphany」をリリース。9月18日、2nd EP「Waves」をリリース。10月24日、「Ayumu Imazu Online Live 2020 "Waves"」を配信。

2021年
- 2月8日、『スッキリ』（日本テレビ）の「BUZZ-P」でZ世代のネクストブレイクアーティストとして紹介される。
- 5月28日、デジタルシングル「浮遊夢」をリリース[3]。
- 7月19日、チームコカ・コーラ公式ソング「Colorful」に参加。MVが公開される。
- 7月22日、「AYUMU IMAZU LIVE 2021 "Prologue"」を開催。
- 8月13日、デジタルシングル「Juice」でメジャーデビュー。
- 9月30日、デジタルシングル「Stranger」をリリース（テレビアニメ『SCARLET NEXUS』第2クール エンディングテーマ）。
- 11月20日、チームスマイル豊洲PITにて、新世代アーティストによる音楽イベント「feat. future vol.2」に出演。
- 11月26日、デジタルシングル「ACCHI KOCCHI」をリリース。

2022年
- 3月24日、25日、舞台『Bling Bling by Seventeen』に出演。
- 3月25日、デジタルシングル「破片」をリリース。
- 3月27日、「尼フェス DANCERS EDITION 2022」にゲスト出演。
- 5月20日、デジタルシングル「Tangerine」をリリース。
- 7月8日、VILLSHANAの楽曲「WAiKiKI feat.Ayumu Imazu」に参加。
- 7月19日、「AYUMU IMAZU LIVE 2022 “Pixel”」の開催を発表（2022年11月23日、東京 Shibuya WWW X／2022年11月25日、大阪 梅田CLUB QUATTRO）。
- 7月27日、デジタルシングル「Over You」をリリース。
- 8月10日、1st Full Album「Pixel」をリリース。
- 8月13日、「Pixel」のリリースに伴い、タワーレコード渋谷店B1 CUTUP STUDIOでプレミアムミニライブを開催。
- 10月21日、デジタルシングル「Sunshower」をリリース（テレビドラマ『永遠の昨日』オープニング主題歌）[4]。

2024年
- 12月30日、「第66回輝く！日本レコード大賞」において、『Obsessed』が企画賞を受賞した[5]。

## 作品
※特筆がないものはデジタル配信でのリリース

### シングル
1. 浮遊夢（2021年5月28日）[3]
2. Juice（2021年8月13日）※メジャーデビュー1stシングル[6]
3. Stranger（2021年9月30日）
4. ACCHI KOCCHI（2021年11月26日）
5. 破片（2022年3月25日）
6. Tangerine（2022年5月20日)
7. Over You（2022年7月27日）
8. Sunshower（2022年10月21日）
9. Don't Mind Me（feat. 花村想太 from Da-iCE）（2023年3月31日）※花村想太とのコラボ[7]
10. HONEYCOMB（2023年4月14日）[8]
11. ATARI（2023年7月14日）
12. RUN FOR YOU（2023年9月15日）
13. Obsessed（2024年1月24日） - 「第66回輝く！日本レコード大賞」企画賞受賞[5]
14. BANDAGE（2024年3月20日）
15. Obsessed（feat. MAX）（2024年4月5日）※MAXとのコラボ
16. Where Do We Go!（2024年7月5日）
17. Superstar（2024年8月2日）
18. SOLO（feat. NOA, Novel Core）（2024年11月1日）※NOA, Novel Coreとのコラボ
19. THRIFTED（2025年2月21日）
20. LIVE IT UP!（feat. Furui Riho）（2025年4月23日）※Furui Rihoとのコラボ
21. HOWL（2025年7月25日）

### アルバム
- Epiphany（2020年2月19日）
- Waves（2020年9月18日）
- Pixel（2022年8月10日）※1stフルアルバム[9]

### ミュージックビデオ
- PARADISE［Music Video］
- Blinded Eyes［Music Video］
- Lonely Boy［Music Video］
- Light Up［Music Video］
- 浮遊夢［Music Video］
- Juice［Music Video］
- Stranger［Music Video］
- ACCHI KOCCHI［Music Video］
- 破片［Music Video］
- Tangerine［Music Video］
- Over You［Music Video］
- Don't Mind Me（feat. 花村想太 from Da-iCE）［Music Video］
- RUN FOR YOU［Music Video］
- Obsessed［Music Video］
- Obsessed（feat. MAX）［Music Video］
- BANDAGE［Music Video］
- Where Do We Go!［Music Video］
- Superstar［Music Video］
- SOLO（feat. NOA, Novel Core）［Music Video］
- THRIFTED［Music Video］
- LIVE IT UP!（feat. Furui Riho）［Music Video］

### 参加作品・提供作品
| 発売日         | タイトル                           | 収録曲                           | 備考     |
| -------------- | ---------------------------------- | -------------------------------- | -------- |
| 2022年7月8日   | VILLSHAZA『WAiKiKi』               | WAiKiKi (feat. Ayumu Imazu)      |          |
| 2022年9月5日   | avex ROYALBRATS『ASOBIBA』         | ASOBIBA (feat. Ayumu Imazu)      |          |
| 2022年12月15日 | NOA『Just Feel It』                | Just Feel It (feat. Ayumu Imazu) |          |
| 2024年1月18日  | Novel Core『HERO』                 | ex (feat. Ayumu Imazu)           |          |
| 2024年5月23日  | King & Price『halfmoon/moooove!!』 | moooove!!                        | 提供楽曲 |
| 2024年10月2日  | Da-iCE『MUSi-aM』                  | I'll be your HERO                | 提供楽曲 |
| 2025年2月18日  | Aぇ! group『D.N.A』                | AKAN                             | 提供楽曲 |
| 2025年6月2日   | TWS『はじめまして』                | BLOOM (feat. Ayumu Imazu         |          |

## タイアップ
| 起用年 | 楽曲                                       | タイアップ                                                 |
| ------ | ------------------------------------------ | ---------------------------------------------------------- |
| 2021年 | Stranger                                   | テレビアニメ『SCARLET NEXUS』第2クール エンディングテーマ  |
| 2022年 | Sunshower                                  | テレビドラマ『永遠の昨日』オープニング主題歌               |
| 2023年 | HONEYCOMB                                  | テレビドラマ『クールドジ男子』オープニングテーマ           |
| 2023年 | Donʼt Mind Me (feat. 花村想太 from Da-iCE) | プロ野球中継番組『S☆1 BASEBALL』テーマソング               |
| 2024年 | BANDAGE                                    | テレビドラマ『恋をするなら二度目が上等』エンディングテーマ |
| 2024年 | Where Do We Go!                            | ポカリスウェット香港CMソング                               |
| 2025年 | LIVE IT UP! (feat. Furui Riho)             | UNIQLO WEB CMタイアップソング                              |
| 2025年 | HOWL                                       | テレビアニメ『カラオケ行こ!』主題歌                        |

## メディア出演

### テレビ
- スッキリ（日本テレビ）
  - 2021年2月8日、「BUZZ-P」コーナーに出演。Z世代のネクストブレイクアーティストとして紹介
  - 2021年7月30日、「BUZZ-P」でデビュー曲「Juice」を初生パフォーマンス披露
- プレミアMelodiX!（2022年8月16日、テレビ東京） - 「Over You」初パフォーマンス
- バズリズム02（2022年8月19日、日本テレビ）」 - 「Tangerine」
- Venue101（2022年8月27日、NHK） - 「Tangerine」

### ラジオ
- 山崎怜奈の誰かに話したかったこと。（2021年4月5日、TOKYO FM） - ゲスト出演
- 沈黙の金曜日（2022年8月5日、FM FUJI） - ゲスト出演